# Порт-Артур
Порт-Арту́р — бывший портовый город (незамерзающий порт, военно-морская база) в Китае на Жёлтом море, был расположен на юго-западной оконечности Ляодунского полуострова — Квантунском полуострове (Квантунская область), под 38° 48’ северной широты и 121° 20’ восточной долготы, ныне район Люйшунькоу города Далянь Китайской Народной Республики.

## Предыстория

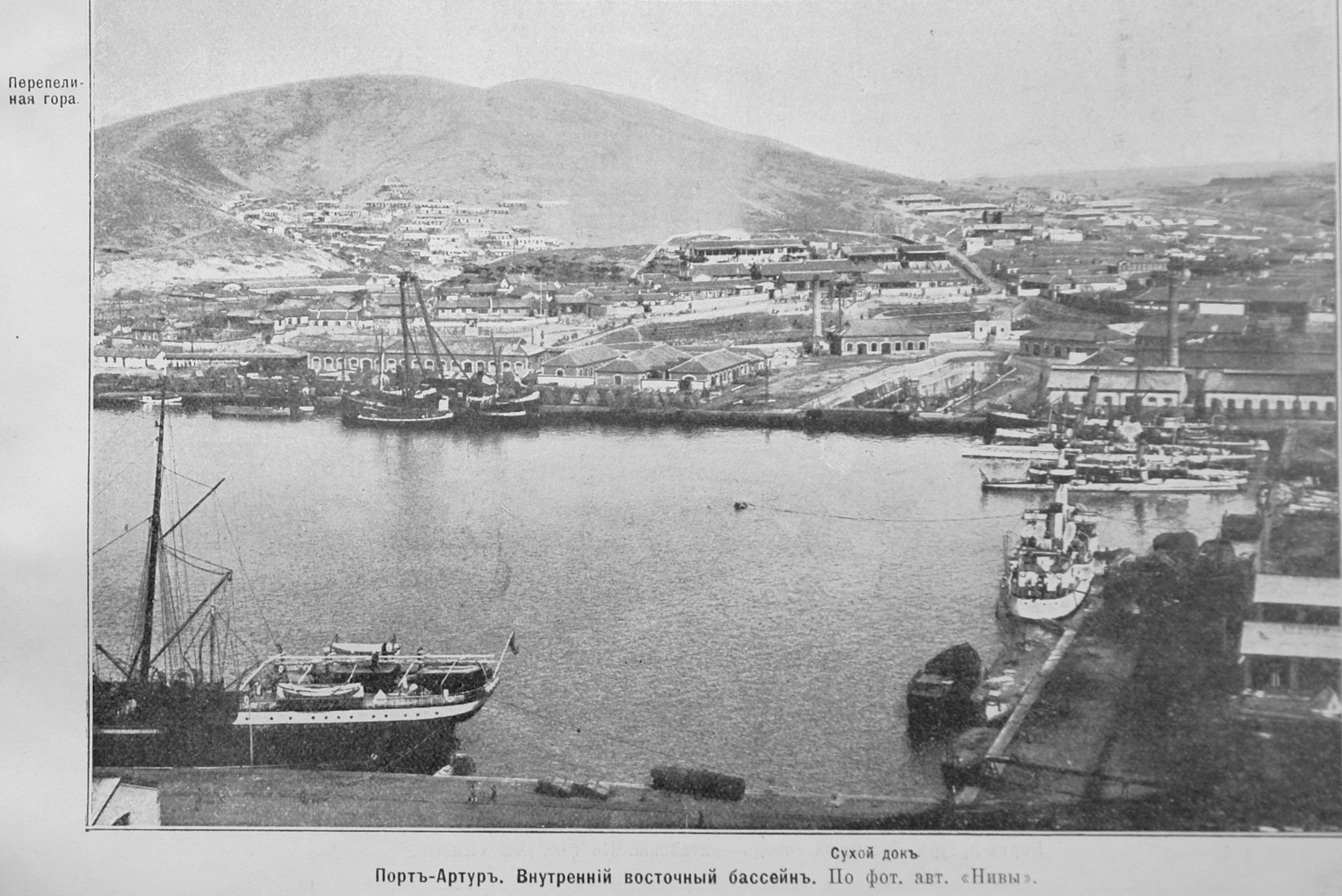
Порт-Артур. Внутренний восточный бассейн. Фотография из журнала «Нива» 1904 года

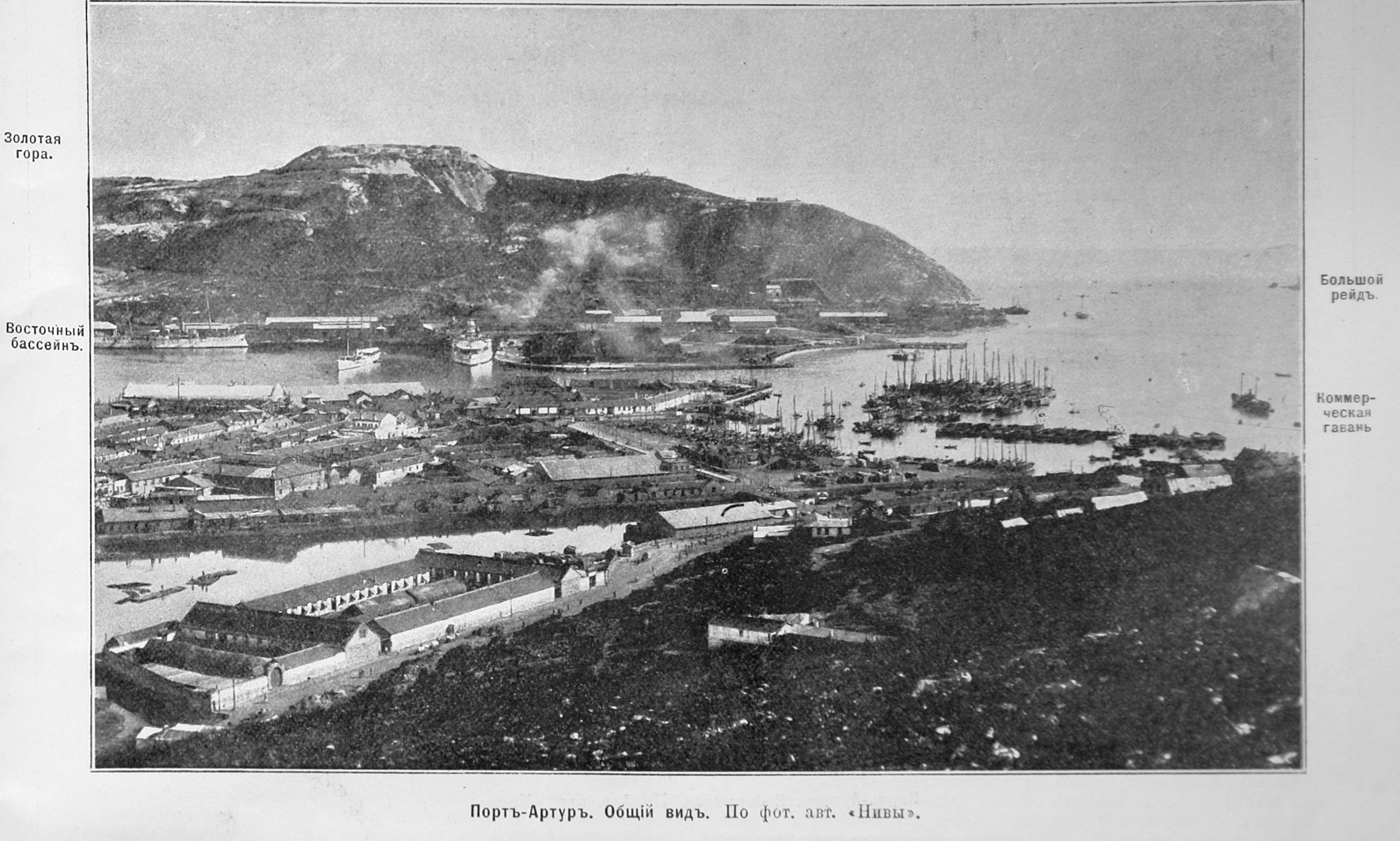
Порт-Артур. Общий вид. Фотография из журнала «Нива» 1904 года

Поселение на месте Люйшунькоу, существовавшее со времен династии Цзинь (晋朝, 266—420) носило название Машицзинь (кит. упр. 马石津). В период Тан (唐朝, 618—907) его переименовали в Дуличжэнь (кит. упр. 都里镇). В годы существования монгольской империи Юань (元朝, 1271—1368) город носил название Шицзыкоу (кит. упр. 狮子口, букв. «Пасть льва»), предположительно, по статуе, ныне находящейся в парке, примыкающем к военному порту. В эпоху империи Мин (明朝, 1368—1644) поселение подчинялось управлению береговой обороны (кит. упр. 海防哨所) Цзиньчжоуского вэя (кит. упр. 金州卫), а на территории современного города размещались левый и центральный со этого вэя (кит. упр. 金州中左所). Тогда же появилось название «Люйшунь» — в 1371 г. будущий император Китая Чжу Ди, возглавлявший оборону северо-восточных границ, направил в эти места 2 посланников для ознакомления с местностью. Поскольку путь их был спокоен и удобен (люйту шуньли — кит. упр. 旅途顺利), то по приказу Чжу Ди эта местность была названа Люйшунькоу (букв. «бухта спокойного путешествия»)
Английское название Port Arthur это место получило в связи с тем, что в августе 1860 года в этой гавани чинился корабль английского лейтенанта Уильяма К. Артура. Существует также версия, что китайское местечко Люйшунь было переименовано англичанами в честь третьего сына королевы Виктории принца Артура Коннаутского, которому в то время было 10 лет. Это английское название позже было принято в России и в других европейских странах.

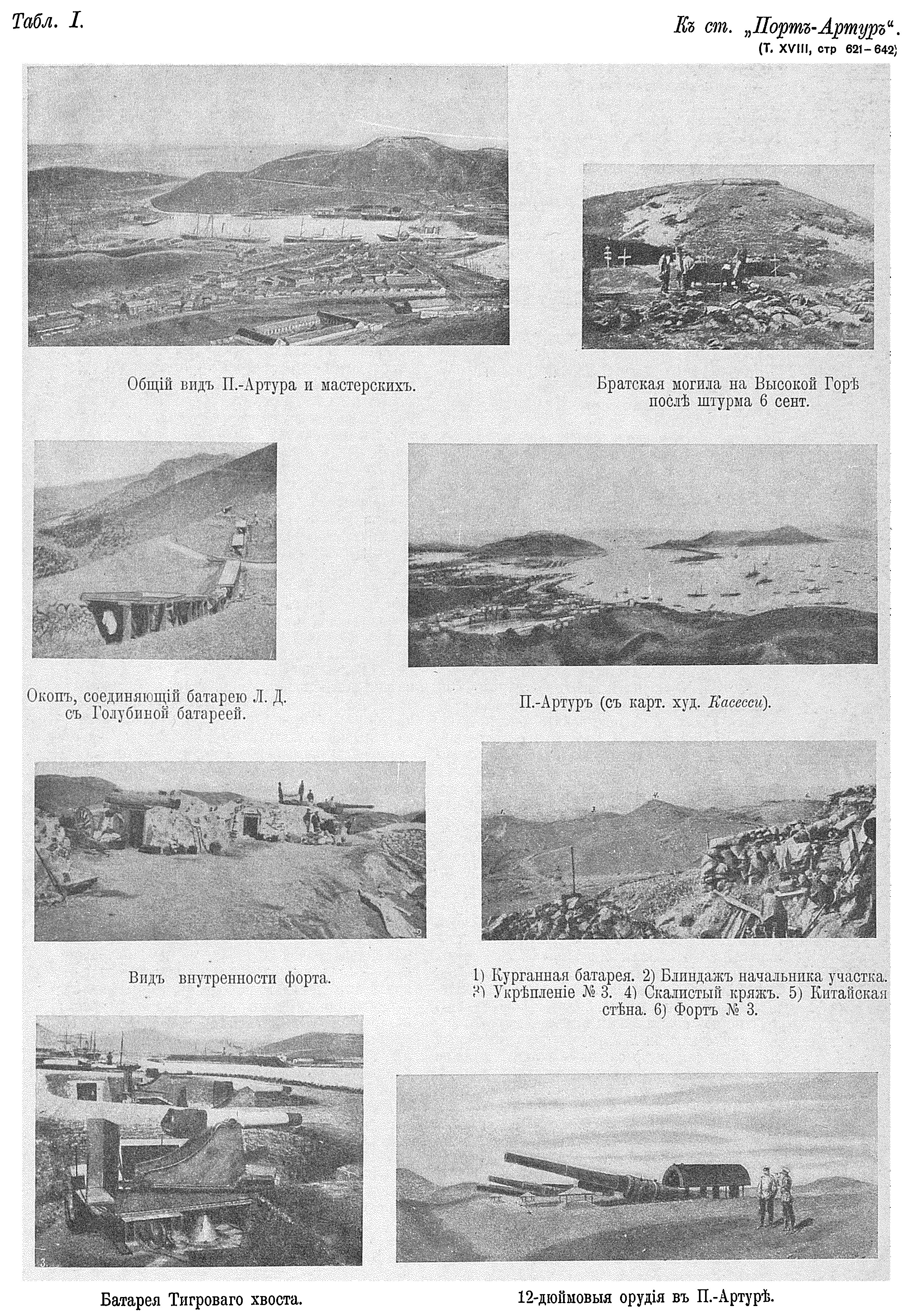
Фото из статьи «Порт-Артур»
«Военная энциклопедия Сытина»

Строительство военно-морской базы в стратегически важном заливе Люйшунь было начато китайским правительством по настоянию Бэйян дачэнь Ли Хунчжана, в 1880-е годы. Уже в 1884 г. для охраны побережья от возможных высадок французского десанта в городе был размещен отряд китайских войск, а командир стоявшего в бухте китайского военного корабля «Вэйюань» Фан Боцянь выстроил одну из первых земляных береговых батарей крепости силами своего экипажа. Батарея получила название «Вэйюань паотай» (букв. «форт Вэйюань»).
В промежутке между 1884 и 1889 годами Люйшунь стал одной из баз Бэйянского флота империи Цин. Работами руководил немецкий майор Константин фон Ганнекен. В Люйшуне размещались основные ремонтные мощности Бэйянского флота — 400-футовый (120 м) док для ремонта броненосцев и крейсеров, и малый док для ремонта миноносцев. Дноуглубительные работы, проведённые в бухте, позволили довести глубину внутреннего рейда и входа в бухту до 20 футов (6.1 м).
21 ноября 1894 года в ходе первой японско-китайской войны Люйшунь пал, вследствие полного развала системы обороны и дезертирства командующего обороной генерала Цзян Гуйти, а также запрета Бэйянскому флоту со стороны правительства и лично Ли Хунчжана дать решающий бой японскому флоту на внешнем рейде Люйшуня. Остатки гарнизона под командованием генерала Сюй Бандао прорвались и соединились с основными силами главнокомандующего китайскими войсками в Маньчжурии генерала Сун Цина. Люйшунь заняла Япония, захватившая в крепости огромные трофеи. Японские войска устроили в Люйшуне беспощадную 4-дневную резню под предлогом того, что в городе были обнаружены останки пленных японских солдат, захваченных войсками Сюй Бандао во время вылазки. По китайским оценкам, погибло около 20 тысяч мирных жителей, независимо от пола и возраста. Из всего населения города, по словам Фредерика Вильерса, оставили только 36 человек, которые должны были захоронить трупы погибших. На их шапках по приказу японского командования было написано: «Этих не убивать». Сбор тел продолжался в течение месяца, после чего по приказу японцев огромную гору тел облили маслом и подожгли, поддерживая огонь в течение 10 дней. Пепел и обгоревшие кости были захоронены у подножия горы Байюйшань в 4 больших гробах с восточной стороны горы. В настоящее время это место известно под названием «Могила 10000 сохранивших верность». В 1895 году по Симоносекскому договору Порт-Артур перешёл к Японии, но из-за сильного давления со стороны России, Германии и Франции (Тройственная интервенция) Япония вскоре была вынуждена вернуть залив Китаю.

## Российское владение
В ноябре 1897 года на заседании российского кабинета обсуждалась записка графа Муравьёва (министра иностранных дел) с предложением занять Порт-Артур или рядом находящийся Да-лянь-ван — пользуясь в качестве удобного предлога тем, что немцы незадолго до того заняли китайский порт Циндао. На этом заседании Муравьёв заявил, что считает это «весьма своевременным, так как для России было бы желательно иметь порт на Тихом океане на дальнем востоке, причём порты эти 〈…〉 по стратегическому своему положению являются местами, которые имеют громадное значение».
С. Ю. Витте протестовал против такого предложения: после российско-китайских секретных договоров об обороне, в которых мы «обязались защищать Китай от всяких поползновений Японии занять какую-либо часть китайской территории 〈…〉 после всего этого подобного рода захват явился бы мерою возмутительною и в высокой степени коварною… Мера эта является опасною… Занятие Порт-Артура или Да-лянь-вана несомненно возбудит Китай и из страны крайне к нам расположенной и дружественной сделает страну нас ненавидящую, вследствие нашего коварства».
Тогда предложение графа Муравьёва было отклонено, однако «через несколько дней после заседания… Государь Император, по-видимому немного смущённый, сказал мне 〈С. Ю. Витте〉〈…〉: „А знаете ли, Сергей Юльевич, я решил взять Порт-Артур и Да-лянь-ван и направил уже туда нашу флотилию с военной силой, — причём прибавил: — Я это сделал потому, что министр иностранных дел мне доложил после заседания, что, по его сведениям, английские суда крейсируют в местностях около Порт-Артура и Да-лянь-ван и что, если мы не захватим эти порты, то их захватят англичане“».
Китайцам сначала было объявлено, что русские суда с войсками «пришли защищать Китай от немцев и как только немцы уйдут — и мы уйдём… Но вскоре китайское правительство от своего посла в Берлине узнало, что мы действуем по соглашению с Германией, и поэтому начало к нам относиться крайне недоверчиво». Китайское правительство сначала не соглашалось на передачу Квантунской области России, но не имело сил воспрепятствовать этому.
Вот что пишет А. В. Шишов в своей книге:

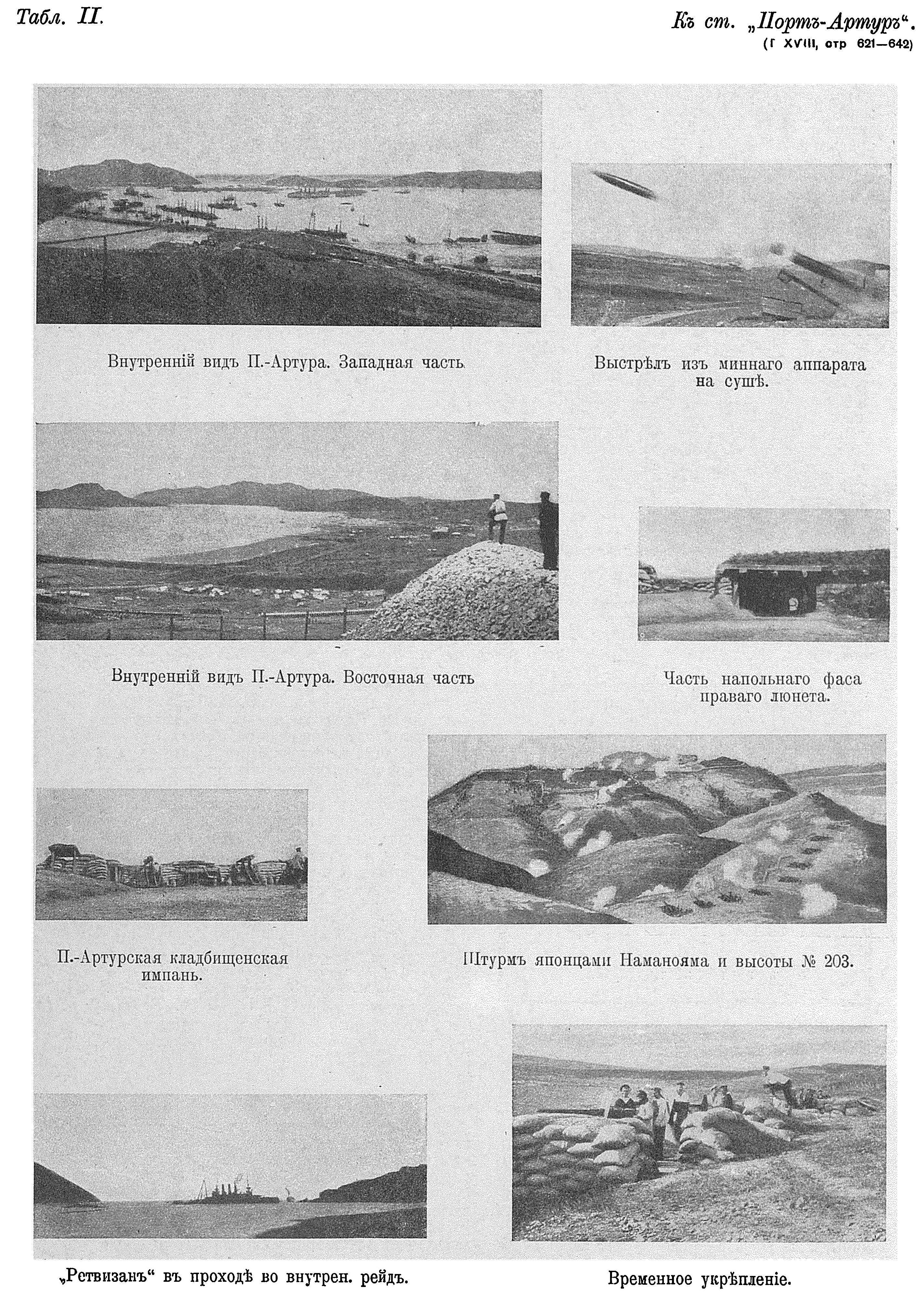
Фото из статьи «Порт-Артур»
«Военная энциклопедия Сытина»

Одновременно Россия разрешила проблему незамерзающей военно-морской базы, что было настоятельной необходимостью в военном противостоянии с Японией. В декабре 1897 года русская эскадра вошла в Порт-Артур. Переговоры о его занятии велись одновременно в Пекине (на дипломатическом уровне) и в самом Порт-Артуре. Здесь командующий эскадрой Тихого океана контр-адмирал Дубасов под «прикрытием» 12-дюймовых орудий броненосцев «Сисой Великий» и «Наварин» и пушек крейсера 1-го ранга «Россия» провёл непродолжительные переговоры с начальством местного крепостного гарнизона генералами Сун Цином и Ма Юйкунем.
Дубасов проблему высадки русских войск в Порт-Артуре и уход оттуда китайского гарнизона решил быстро. После раздачи взяток мелким чиновникам генерал Сун Цин получил 100 тысяч рублей, а генерал Ма Юйкунь — 50 тысяч (не ассигнациями, разумеется, а золотой и серебряной монетой). После этого местный 20-тысячный гарнизон покинул крепость менее чем за сутки, оставив русским 59 пушек вместе с боеприпасами. Часть из них потом будет использована для обороны Порт-Артура.
С прибывшего из Владивостока парохода Добровольного флота «Саратов» на берег сошли первые русские воинские части. Это были две сотни забайкальских казаков, дивизион полевой артиллерии и команда крепостной артиллерии.
Всероссийский император Николай II по такому случаю издал следующий приказ:
«Государь Император объявляет Высочайшую благодарность Командующему эскадрою в Тихом океане вице-адмиралу Дубасову и Монаршее благоволение — всем чинам вверенной ему эскадры и сухопутного отряда за отличное выполнение возложенных на него поручений по занятию Порт-Артура и Таллиенвана».

После крупных взяток тамошним сановникам (500 000 руб. Ли Хунчжану и 250 000 руб. Чан Инхуану) соглашение (Русско-китайская конвенция) было подписано 15 (27) марта 1898 года в Пекине. Порт вместе с прилегающим Квантунским полуостровом был передан России в аренду на 25 лет. Квантунский полуостров с прилегающими островами позднее составил Квантунскую область и в 1903 году вместе с Приамурским генерал-губернаторством вошёл в состав Дальневосточного наместничества.
В Петербурге намеревались превратить Порт-Артур во вторую, наряду с Владивостоком, военно-морскую базу Тихоокеанского флота России. Строительство крепости было начато в 1901 году по проекту военного инженера К. Величко.
К 1904 году было выполнено около 20 % общего объёма работ. В порту базировалась 1-я Тихоокеанская эскадра адмирала Старка (7 броненосцев, 9 крейсеров, 24 миноносца, 4 канонерские лодки и другие суда). В крепости был расквартирован Порт-Артурский крепостной пехотный полк, сформированный 27 июня 1900 года в составе 4 батальонов из войск Европейской России, под командованием полковника Александра Карловича Селлинена (назначен 18 декабря 1900 года).
6 декабря 1902 командиром порта Артур назначен Н. Р. Греве, в 1904 его сменил И. К. Григорович.
Статистические данные на начало XX века: 42 065 жителей (на 1903 год), из них 13 585 военнослужащих, 4297 женщин, 3455 детей; русских подданных 17 709, китайских 23 394, японцев 678, различных европейцев 246. Жилых домов 3263. Кирпичные и известковые заводы, спиртоочистительная и табачная фабрики, отделение Русско-Китайского банка, типография, газета «Новый край», конечная станция южной ветви Маньчжурской железной дороги. Городские доходы в 1900 году составили 154 995 руб.

### Осада Порт-Артура
Около Порт-Артура ночью на 27 января 1904 года начались первые боевые столкновения Русско-японской войны, когда японские корабли выпустили торпеды по русским военным кораблям, стоявшим на внешнем рейде Порт-Артура. При этом были серьёзно повреждены броненосцы «Ретвизан» и «Цесаревич», а также крейсер «Паллада». Оставшиеся корабли предприняли две попытки вырваться из порта, но обе оказались неудачными. Нападение японцев было совершено без объявления войны и было осуждено большинством стран мирового сообщества. Только Великобритания, являвшаяся в то время союзником Японии, праздновала нападение как «великое деяние».
В ходе войны японская армия под предводительством генерала Марэсукэ Ноги, при поддержке японского флота под командованием адмирала Того, начала осаду крепости Порт-Артура, которая длилась 11 месяцев. Японцы использовали самые современные на то время гаубицы калибра 280 мм.
20 декабря 1904 (2 января 1905) года, после гибели генерала Р. И. Кондратенко, крепость была сдана японцам на 329-й день после начала войны генералом Стесселем вопреки решению Военного совета и желанию обороняющих крепость солдат.

## Японское владение
После окончания русско-японской войны по Портсмутскому мирному договору 1905 года арендные права на Порт-Артур и весь Ляодунский полуостров были уступлены Японии. Позже Япония оказала давление на Китай и вынудила последний продлить срок аренды. В 1932 году город формально вошёл в состав Маньчжоу-го, но де-факто продолжал управляться Японией (официально считалось, что Япония арендует Квантунскую область у Маньчжоу-го). При японской власти название города писалось теми же иероглифами «Люйшунь», но читались они теперь по-японски — Рёдзюн (яп. 旅順).

## Советское военное присутствие

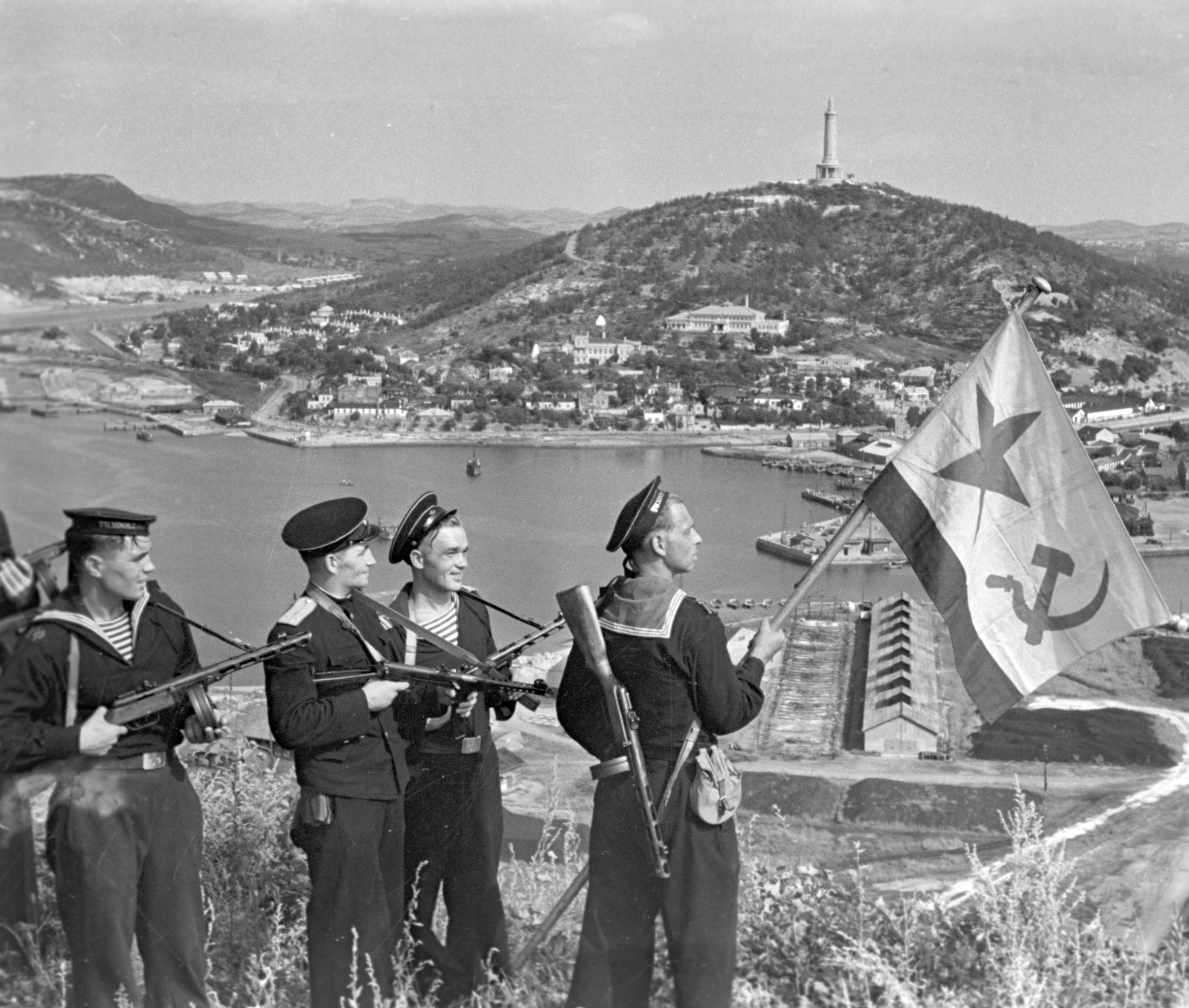
Советские морские пехотинцы в Порт-Артуре, октябрь 1945 года

Во время советско-японской войны 1945 года советские войска десантом очистили город от японских военных формирований 22 августа 1945 года. 14 августа 1945 года СССР и Китайская Республика подписали соглашение об использовании района Порт-Артура в качестве совместной военно-морской базы сроком на 30 лет.
Сталин считал договор, заключённый с Чан Кайши, неравноправным, и в конце 1940-х годов предлагал Мао Цзэдуну передать Порт-Артур, а также Дальний и Чанчуньскую ЖД обратно Китаю, но Мао опасался, что вывод советских войск из Маньчжурии поставит под угрозу позиции КПК на северо-востоке Китая, и убедил Сталина отложить передачу.
14 февраля 1950 года одновременно с заключением договора о дружбе, союзе и взаимной помощи между СССР и КНР было заключено соглашение о Порт-Артуре, предусматривающее совместное использование указанной базы СССР и КНР до конца 1952 года.
В конце 1952 года правительство КНР, учитывая обострение обстановки на Дальнем Востоке, обратилось к Советскому правительству с предложением продлить срок пребывания советских войск в Порт-Артуре. Соглашение по этому вопросу было оформлено 15 сентября 1952 года.
12 октября 1954 года правительство СССР и правительство КНР заключили соглашение о том, что советские воинские части выводятся из Порт-Артура. Вывод советских войск и передача сооружений правительству КНР были завершены в мае 1955 года.

## В составе КНР

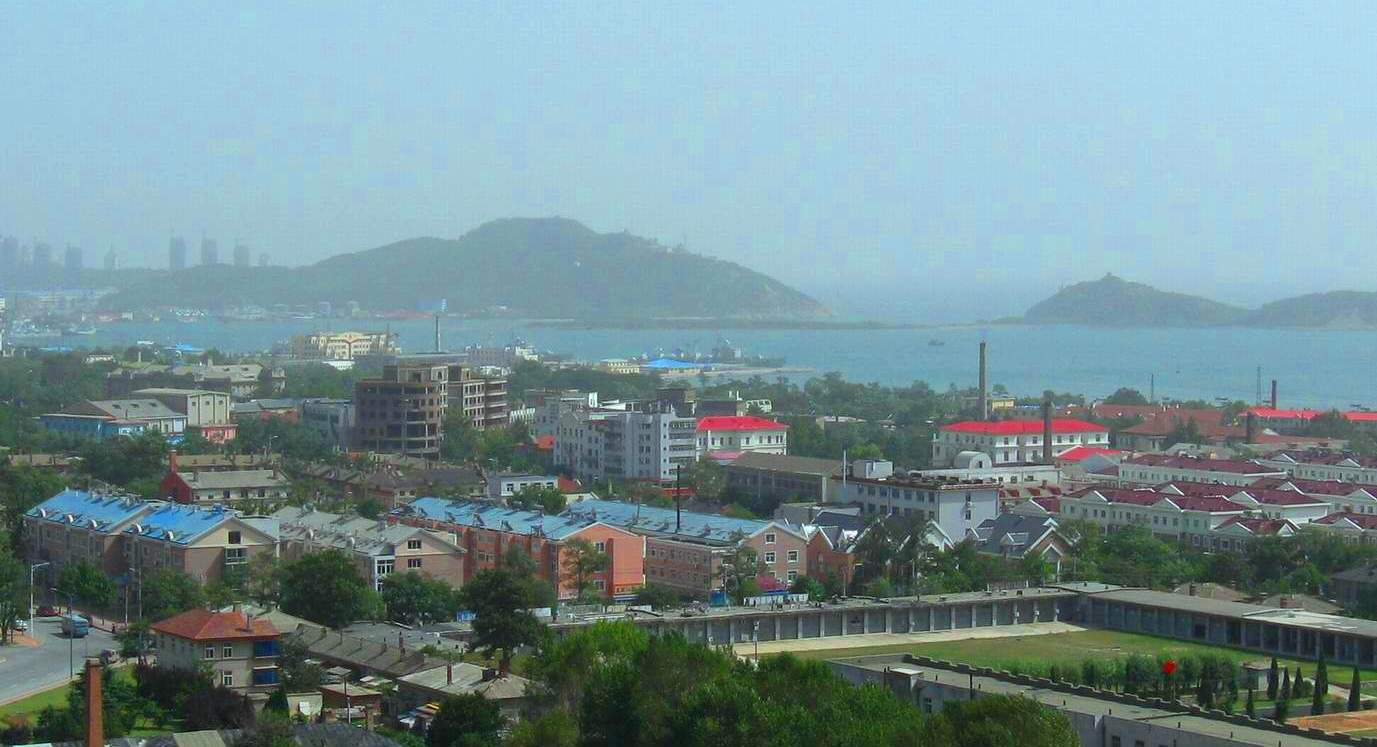
Вид на гавань Люйшунькоу (2009)

После передачи под юрисдикцию КНР Люйшунь был объединён с Далянем в единую агломерацию, получившую в 1960 году общее название «город Люйда» (旅大市); бывшая крепость Порт-Артур стала районом Люйшунькоу в его составе.
Очередным постановлением Госсовета КНР от 9 февраля 1981 года городу Люйда было возвращено первоначальное имя Далянь.

## Современное состояние

Порт-Артур, русские 150-мм пушки на горе Высокая

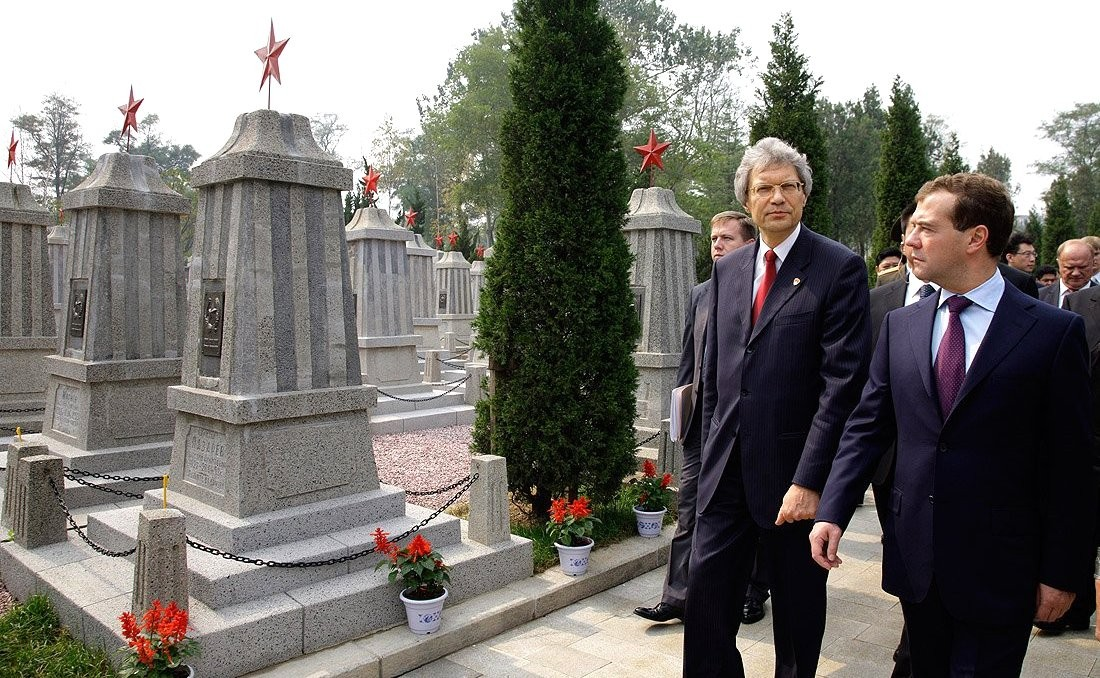
Д. А. Медведев посещает мемориальное кладбище русских и советских воинов в Порт-Артуре

В настоящее время район Люйшунькоу города Даляня более не является закрытым для иностранцев. Наиболее значительными достопримечательностями на месте бывшего Порт-Артура являются:
- русская 15-я батарея Электрического утёса
- форт № 2 — место гибели генерала Р. И. Кондратенко
- высота 203 — мемориальный музей и русские позиции на горе Высокая
- Мемориальное русское военное кладбище с часовней (15 тыс. солдат, матросов и офицеров порт-артурского гарнизона и флота; посвящение: «Здесь покоятся бренные останки доблестных русских воинов, павших при защите крепости Порт-Артура»)
- железнодорожный вокзал (построен в 1901—1903 гг.)
- русская батарея на горе Вантай (Орлиное гнездо).

Кроме того сохранилась значительная часть домов русской постройки 1901—1904 гг. и большая часть русских укреплений: фортов, батарей и траншей.
В сентябре 2010 года в присутствии президента России Д. А. Медведева состоялось открытие отреставрированного мемориала русским и советским воинам в Порт-Артуре.
С июня по сентябрь 2009 года на мемориале русским и советским воинам прошли исследовательские работы российских реставраторов. Впервые с 1955 года (времени ухода советских войск) российской стороне были разрешены профессиональные исследования и видеосъёмка на мемориале. В ходе исследований были произведены маленькие «открытия» вокруг мифов, которые накапливались вокруг мемориала с начала XX века: вокруг т. н. «японской часовни», т. н. «русской часовни», места захоронения адмирала Макарова. Интересное открытие[какое?] дало исследование советско-китайского памятника «Вечная Слава».
Сегодня мемориальный комплекс в Люйшуне является самым большим воинским захоронением за рубежом. Его площадь 4,8 га, здесь установлено 1720 памятников, обелисков и скульптур. Выявлено 1845 персональных и братских захоронений. Из них досоветского периода (1848—1945 гг.) — 529, советских(1945—1955 гг.) — 1316. Значительная их часть является безымянными.
В Порт-Артуре похоронены участники пяти войн и военных конфликтов:
- Погибшие при защите КВЖД, 1900—1901 гг., «боксёрское восстание» — 25 человек.
- Погибшие при защите Порт-Артура — 1904 г. — 15 058 человек.
- Погибшие при освобождении Северо-Восточного Китая во время Второй Мировой войны — 1945 г. — 170 человек.
- Погибшие и умершие от болезней во время несения службы в Порт-Артуре — 1946—1949 гг. — 634 человека.
- Погибшие в Корейской войне — 247 человек советских летчиков и бойцов ПВО. Над их могилами сохранились остовы самолётов, и здесь же, над братской могилой офицеров, погибших первыми, сооружен большой памятник с табличкой «Вечная память бесстрашным сталинским соколам»[15].